# Yoni (lichaamsdeel)

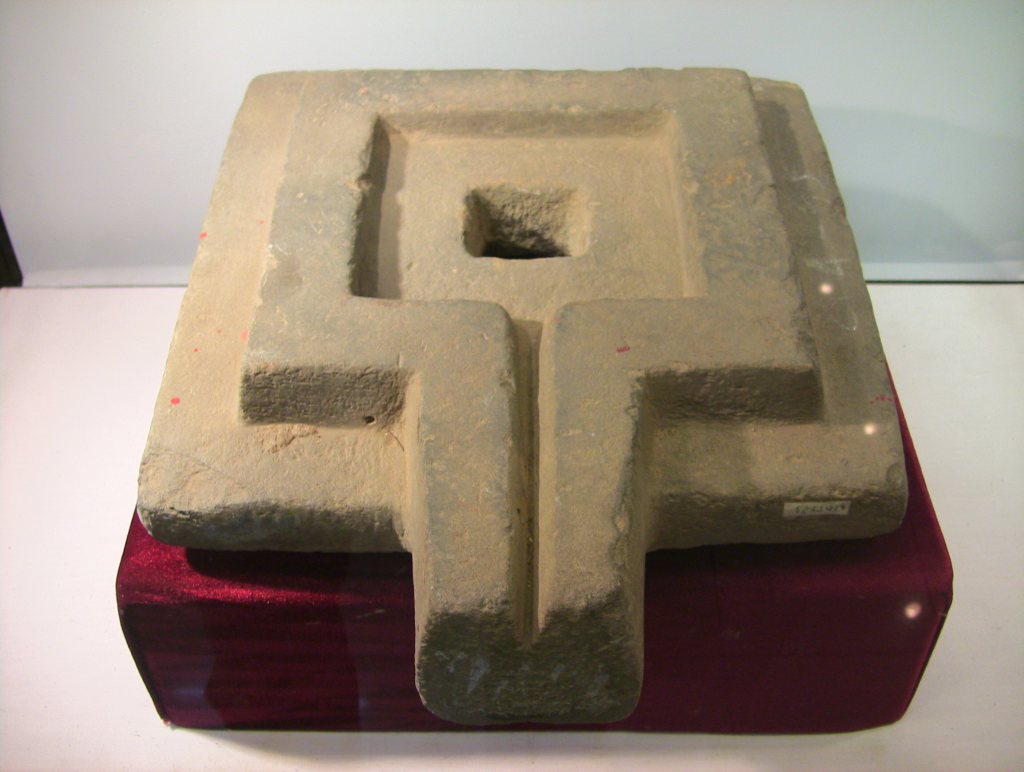
Stenen yoni uit Vietnam

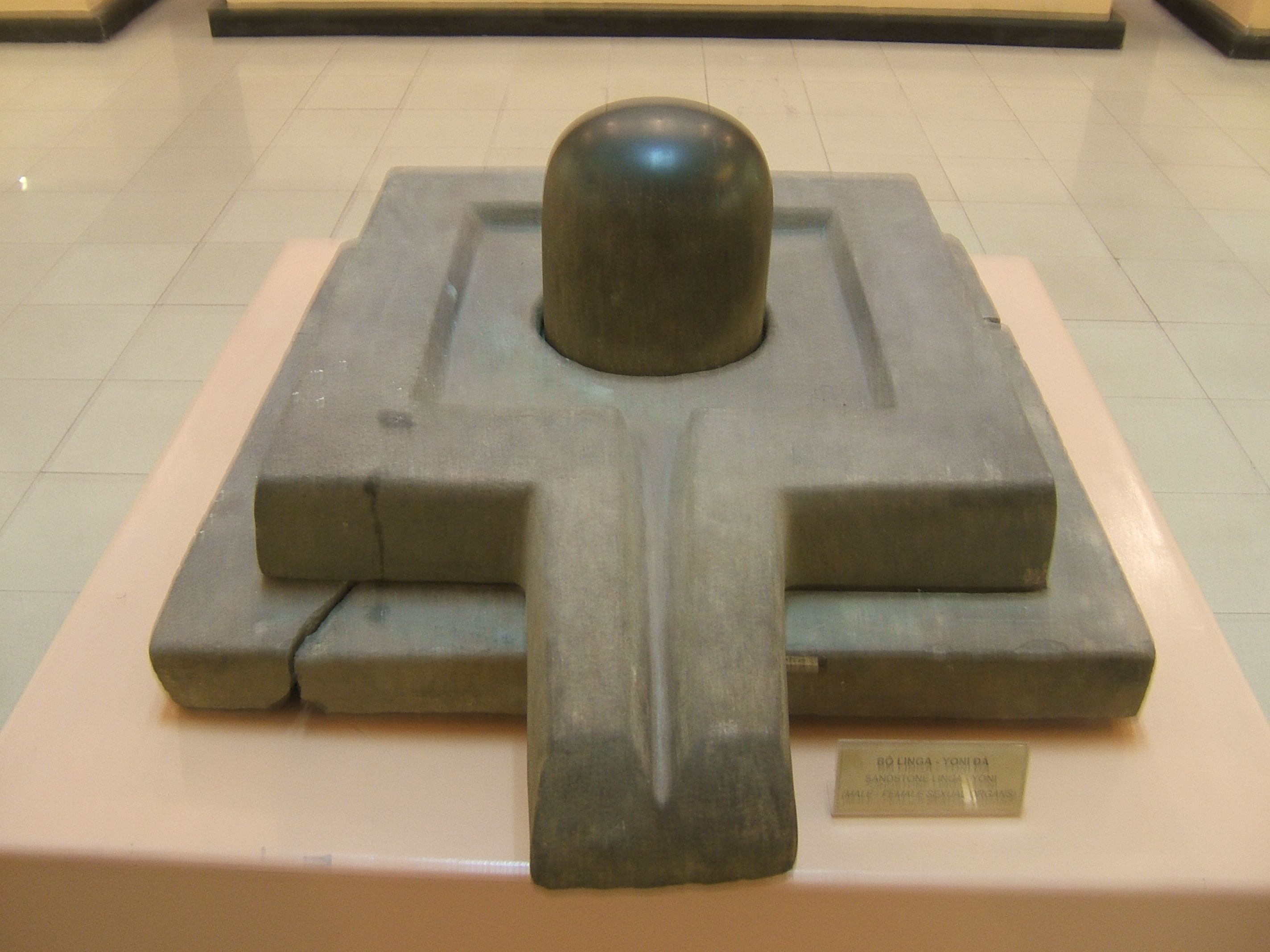
Yoni en lingam uit Vietnam

Yoni (Sanskriet: योनि) is de tantrische term voor de vrouwelijke geslachtsorganen (vulva, vagina en baarmoeder). Daarnaast heeft het woord veel andere betekenissen die allemaal een seksuele connotatie hebben, zoals bron, oorsprong, rustplaats, container.
In het hindoeïsme is de yoni een symbool dat de vrouwelijke energie van de god Shakti representeert. Yoni's worden meestal afgebeeld als een rond of vierkant horizontaal vlak met een dieper gedeelte in het midden of inkepingen aan de rand, en een uitloop aan de zijkant. Samen met de − vaak als gestileerde fallus geïnterpreteerde − lingam is de yoni vooral in het Shaivisme een symbool voor de goddelijke scheppende energie. De versmelting van Shakti en Shiva wordt uitgedrukt in de weergave van de yoni en de lingam. De yoni is dan een rand rondom de lingam waarin vloeistoffen (water, kokosmelk, ghee) worden opgevangen die als offergaven over de lingam worden uitgegoten. Terwijl de yoni het vrouwelijke representeert, representeert de lingam het mannelijke.
Men vindt afbeeldingen van lingams en yoni's in heel India, Nepal en in de door het hindoeïsme beïnvloede gebieden van Zuidoost-Azië.

## Symboliek
Terwijl de ronde vorm van de afbeelding - in combinatie met de ronde lingam - in de buurt komt van de ronde vorm die in veel culturen wordt geassocieerd met de oneindigheid van de hemel, de schepping en de wereld van de goden, roept de vierkante weergave van de yoni associaties op met de beperkingen van de aarde of het aardse. De vereniging van vierkante yoni en ronde lingam kan dus begrepen worden als een vereniging van of het overwinnen van tegengestelde principes (aarde - lucht, vrouw - man).

## Andere gebruiken

Yoni mudra gebruikt bij yoga

- De yoni mudra is een handhouding gebruikt bij meditatie en yoga.[1] Hij wordt ook gebruikt door lesbische vrouwen en feministen, en is het teken voor vagina of vulva in de Amerikaanse(?) gebarentaal.
- In het Thai heet de binnenste ooghoek "yoni tha", waarbij "tha" oog betekent.